# بودان (تيران وكرون)
بودان هي قرية في مقاطعة تيران وكرون، إيران. عدد سكان هذه القرية هو 1,351 في سنة 2006.